# Verkhotourié
Verkhotourié (vʲɪrxɐˈturʲje, en russe : Верхоту́рье, anciennement Verkhnetourié, en russe : Верхнету́рье) est une ville de l'oblast de Sverdlovsk, en Russie, et le centre administratif de l'okroug de Verkhotourié. Sa population s'élevait à 6 578 habitants en 2023. 
Plus vieille ville de l'oblast de Sverdlovsk, elle est l'une des plus anciennes de toute la Sibérie, fondée en 1597 par des cosaques de Sibérie, sur le site d'une colonie Mansis nommée Neromkar, souhaitant protéger la voie navigable qu'est la Toura. Cette rivière donna son nom à la ville, Verkhotourié signifiant littéralement le « Haut-Toura ». En 1598, la construction du kremlin de la ville commence, censé la protéger, tandis que dès 1600, la ville se dote de douanes. Elle devient la porte vers la Sibérie, première ville sur la route de Sibérie une fois franchi l'Oural. Son essor doit aussi au commerce des fourrures qui explose, en particulier avec les Mansis mais aussi avec d'autres peuples, ainsi qu'à la collecte du Iassak auprès des peuples indigènes par les cosaques. Au cours de son histoire, la ville subit deux grands incendies, l'un en 1674 et un second en 1738, qui affaiblissent la ville. Mais c'est la fermeture des douanes en 1763 qui arrête la prospérité de la ville. Durant le XIXe siècle, les routes commerciales se déplacent vers le sud, isolant la ville, en particulier avec l'ouverture du Transsibérien à la fin du siècle. Le XXe siècle et les pouvoirs soviétiques laissent la ville hors de l'industrialisation, alors que la région de Iekaterinbourg s'enrichit des mines de l'Oural. En 1926, Verkhotourié perd son statut de ville, qu'elle retrouve cependant en 1947 à l'occasion de son 350e anniversaire. Aujourd'hui, elle est à la plus petite ville de l'oblast, mais souffre de l'exode rural.
Qualifiée en Russie de centre religieux de l'Oural, la ville est riche en patrimoine, avec pas moins de 60 monuments classés, faisant d'elle la quatrième par monuments classés de l'oblast, devancée par de grands centres urbains. Elle compte deux monastères, deux cathédrales, et une dizaine d'églises, sans compter les bâtiments civils comme son kremlin préservé. Musée à ciel ouvert pour certains, le baroque sibérien s'illustre dans la ville. Depuis 2010, la ville est classée comme ville historique de Russie.

## Géographie
Verkhotourié est située sur la rive gauche de la rivière Toura, à 225 km — 306 km par la route — au nord de Iekaterinbourg.

### Localités limitrophes
Verkhotourié est limitrophes de trois localités :
- à l’est, se situe Zaïmka (est-est-sud) ;
- à l’ouest, il y a le village de Privokzalni (ouest et nord-ouest) ;
- au nord se trouve Kalatchik (nord).

| Privokzalni | Kalatchik    |        |
| Privokzalni | Verkhotourié | Zaïmka |
|             |              |        |

## Histoire

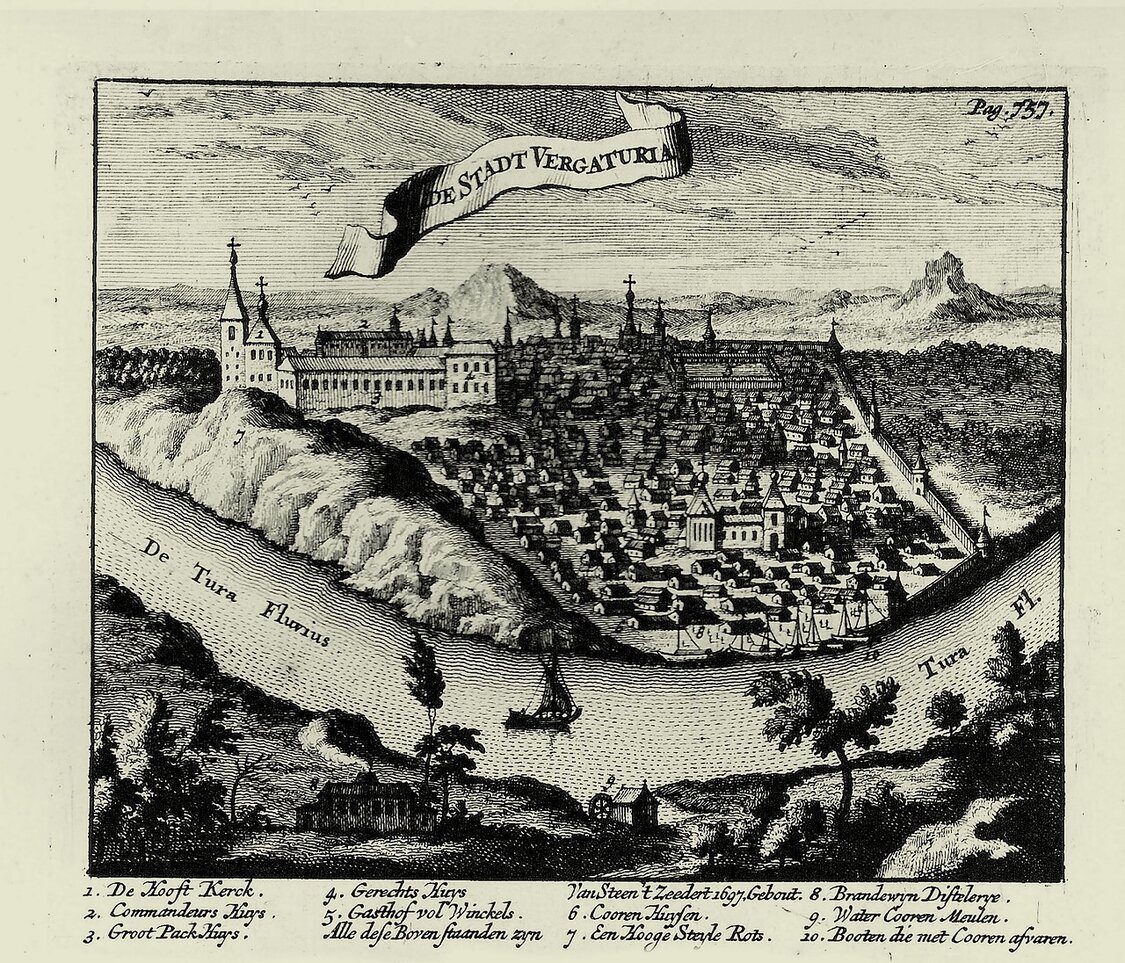
Verkhotourié à la fin du XVIIe siècle.

La ville fut d'abord un ostrog, fondé en 1597 sur l'emplacement d'un établissement mansi, au cours d'une expédition de Vassili Golovine et Ivan Vouïkova. Verkhotourié constitua une forteresse sur la rivière Toura, qui était alors une importante voie commerciale. La ville se développa rapidement comme centre d'une immense zone de colonisation et cœur économique de la Sibérie, avant d'être supplantée par Iekaterinbourg et Pervoouralsk au milieu du XVIIIe siècle. Verkhotourié fut également un important centre religieux de l'Église orthodoxe russe comme en témoigne la cathédrale de la Sainte-Trinité de Verkhotourié.
Après les révolutions de 1917, les bolchéviks y prirent le pouvoir, puis la ville passa sous le contrôle de l'armée de l'amiral Koltchak, de septembre 1918 à juillet 1919. En 1926, Verkhotourié fut rétrogradée au rang de simple commune rurale. Elle accéda au statut de commune urbaine en 1938, puis à celui de ville en 1947, à l'occasion du 350e anniversaire de sa fondation.

## Population
Recensements (*) ou estimations de la population,:
| 1856  | 1873  | 1897* | 1926* | 1959*  | 1970* |
| ----- | ----- | ----- | ----- | ------ | ----- |
| 3 000 | 3 209 | 3 179 | 4 647 | 10 917 | 9 688 |

| 1979* | 1989* | 2002* | 2010* | 2012  | 2013  |
| ----- | ----- | ----- | ----- | ----- | ----- |
| 8 966 | 8 973 | 7 815 | 8 820 | 8 809 | 8 776 |

| 2014  | 2015  | 2016  | 2017  | 2018  | 2019  |
| ----- | ----- | ----- | ----- | ----- | ----- |
| 8 771 | 8 748 | 8 678 | 8 651 | 8 612 | 8 593 |

| 2020  | 2021* | 2023  | - | - | - |
| ----- | ----- | ----- | - | - | - |
| 8 563 | 6 706 | 6 578 | - | - | - |

## Économie
La ville possède une gare de chemin de fer sur la ligne Goroblagodatskaïa – Serov – Priobe. Deux oléoducs passent à proximité de la ville et un projet de construction d'une raffinerie de pétrole devant produire 3 millions de tonnes de gazole a été annoncé en 2006. Mais ce projet a rencontré des difficultés de financement et a pris beaucoup de retard.